# Portazgo
El portazgo (como el pontazgo o barcazgo), era un antiguo impuesto de naturaleza indirecta, existente en los reinos de Castilla, Aragón y Navarra que podía gravar los derechos de tránsito, que satisfacían los que iban de camino, pisaban terreno del rey o del señor, o entraban en la ciudad. En otras ocasiones gravaba las transacciones en sí y solían pedirse en los lugares de mayor concurrencia, sobre todo en las ferias y mercados. Podía gravarse tanto a las personas, mercancías o animales.
Este impuesto podía ser eliminado a veces por los señores o reyes mediante la concesión de privilegios de franquicia, ya fuese como medida para facilitar la repoblación, pagar alguna deuda o para favorecer a determinados colectivos, como pueden ser los peregrinos.
En la actualidad, el peaje de algunas carreteras interurbanas (principalmente autopistas) puede considerarse el heredero directo del impuesto del portazgo.